# Megasema pachnobides
Megasema pachnobides är en fjärilsart som beskrevs av Otto Staudinger 1888. Megasema pachnobides ingår i släktet Megasema och familjen nattflyn. Inga underarter finns listade i Catalogue of Life.